# Nationalhymne Südafrikas
Die seit 1997 offizielle Nationalhymne Südafrikas hat in den fünf in Südafrika am meisten gesprochenen Sprachen isiXhosa, isiZulu, Sesotho, Afrikaans und Englisch verfasste Strophen.
Die heutige Nationalhymne besteht seit 1997 aus dem vor allem unter der schwarzen Bevölkerung verbreiteten und von Enoch Mankayi Sontonga komponierten Lied Nkosi Sikelel’ iAfrika und der vor allem unter den Buren verbreiteten Hymne Die Stem van Suid-Afrika, die bis 1994 allein offiziell anerkannt war. Zwischen 1994 und 1997 waren beide Lieder in ihrer kompletten Fassung gleichberechtigte Nationalhymnen.
Die ersten beiden Strophen gehen auf Nkosi Sikelel’ iAfrika zurück, die letzten beiden auf Die Stem van Suid-Afrika, wobei die letzte Strophe allerdings stark umgedichtet wurde. Die ersten beiden Zeilen der ersten Strophe sind in isiXhosa, die folgenden beiden in isiZulu verfasst, gefolgt von Sesotho in der zweiten Strophe, Afrikaans in der dritten und Englisch in der vierten Strophe.
Sie wurde 2017 vom The Economist zur besten Nationalhymne der Welt gewählt.

## Offizieller Text der Hymne mit Übersetzung
“Nkosi sikelel’ iAfrika

Maluphakanyisw’ uphondo lwayo,

Yizwa imithandazo yethu,

Nkosi sikelela, thina lusapho lwayo.”

„Herr, segne Afrika.

Möge sein Geist [wörtl. 'Horn'] aufsteigen

Erhöre auch unsere Gebete.

Herr, segne uns, seine [Afrikas] Familie.“

“Morena boloka setjhaba sa heso,

O fedise dintwa le matshwenyeho,

O se boloke, O se boloke setjhaba sa heso,

Setjhaba sa South Afrika—South Afrika.”

„Herr, beschütze dein Volk,

Beende du Kriege und Zwistigkeiten.

Beschütze, beschütze dein Volk;

Volk von Südafrika – Südafrika.“

„Uit die blou van onse hemel,

Uit die diepte van ons see,

Oor ons ewige gebergtes,

Waar die kranse antwoord gee,“

„Aus dem Blau von unserem Himmel,

Aus der Tiefe von unserer See

Über unseren ewigen Bergen

Wo die Felswände Antwort geben,“

“Sounds the call to come together,

And united we shall stand,

Let us live and strive for freedom,

In South Africa our land.”

„Klingt der Ruf zusammenzukommen,

Und vereint werden wir stehen,

Lasst uns leben und streben für die Freiheit,

In Südafrika unserem Land.“

## Verwendung in anderen Werken
Die 7″- und 12″-Singleversionen des Liedes Biko des britischen Pop-Rock-Musikers Peter Gabriel über Steve Biko enden mit einem Auszug aus Nkosi Sikelel’ iAfrika. Die deutsche Version dieses Liedes beginnt auch damit.